# Argiope maja
Argiope maja là một loài nhện trong họ Araneidae.
Loài này thuộc chi Argiope. Argiope maja được Friedrich Wilhelm Bösenberg & Embrik Strand miêu tả năm 1906.